# Domeykoa
Domeykoa es un género de plantas herbáceas perteneciente a la familia de las apiáceas.Comprende 5 especies descritas y de estqas, solo 4 aceptadas.

## Taxonomía
El género fue descrito por Rodolfo Amando Philippi y publicado en Florula Atacamensis seu Enumeriatio . . . 25. 1860. La especie tipo es: Domeykoa oppositifolia Phil.	

## Especies seleccionadas
A continuación se brinda un listado de las especies del género Domeykoa aceptadas hasta septiembre de 2012, ordenadas alfabéticamente. Para cada una se indica el nombre binomial seguido del autor, abreviado según las convenciones y usos.
- Domeykoa amplexicaulis Mathias & Constance
- Domeykoa oppositifolia Phil.
- Domeykoa perennis I.M.Johnst.
- Domeykoa saniculifolia Mathias & Constance